# Wilhelm Hautmann
Wilhelm Hautmann (geboren 9. August 1918; gestorben 26. Oktober 2011) war ein deutscher Verbandsgeschäftsführer, Autor juristischer Schriften und Richter am Bundesarbeitsgericht.

## Leben
Hautmann studierte nach dem Ende des Zweiten Weltkriegs Rechtswissenschaft und promovierte 1951 an der Universität München. Er verfasste Schriften und Handbücher für die Politische Bildung, so ein „Kleines Staatslexikon“ zusammen mit dem seinerzeitigen CDU-Mitglied Fritz Münch. Für die betriebliche Praxis der Arbeitgeber verfasste er eine Anzahl an arbeitsrechtlicher Schriften und einen Kommentar zum Betriebsverfassungsgesetz. Hautmann wurde Geschäftsführer des Centralverbandes des deutschen Photographenhandwerks und war dies bis 1982. Hautmann wurde als Unternehmervertreter ehrenamtlicher Richter am Bundesarbeitsgericht. Nach seiner Pensionierung war er weiterhin als freier Rechtsanwalt und als Schriftleiter eines arbeitsrechtlichen Informationsdienstes tätig. Er war Hauptgeschäftsführer des Bayerischen Handwerkstages.

## Ehrungen
- 1979: Verdienstkreuz 1. Klasse der Bundesrepublik Deutschland

## Schriften (Auswahl)
- Jugendarbeitsschutzgesetz, Lochham/München : Berchtold, 1976
- mit Emil Kroher; Dorothea Stingl; Paul Grossmann: Kleines Lexikon zur politischen Bildung, München : Hornung-Verlag, 1973
- Betriebsverfassungsgesetz, Lochham/München : Berchtold, 1972
- mit Hermann Riedel: Das neue Fotorecht, München : Verlag Grossbild-Technik, 1972
- Ich bin im Bilde : Vorbereitung auf d. fachtheoret. Teil d. Meisterprüfung im Photographenhandwerk, Bad Wörishofen Handwerker-Verl.-Haus Holzmann 1964
- mit Fritz Münch: Kleines Staatslexikon für jedermann, München : Hornung-Verlag 1955
- Die Beschäftigung von Schwerbeschädigten, 1955
- Der Handwerker als Kaufmann; ein praktischer Ratgeber für alle Tage, Stuttgart, Konradin-Verlag R. Kohlhammer, 1953
- Auskunftsrecht der Presse und Auskunftspflicht der Behörden nach dem bayerischen Pressegesetz vom 3. 10. 1949, 1950 München, Jur. F., Diss. v. 22. März 1951